# Metlakatla
Metlakatla és una concentració de població designada pel cens dels Estats Units a l'estat d'Alaska. Segons el cens del 2000 tenia 1.375 habitants.

## Demografia
Segons el cens del 2000, Metlakatla tenia 1.375 habitants, 469 habitatges, i 338 famílies La densitat de població era de 228,8 habitants/km².
Dels 469 habitatges en un 38,8% hi vivien nens de menys de 18 anys, en un 48,0% hi vivien parelles casades, en un 15,6% dones solteres, i en un 27,9% no eren unitats familiars. En el 23,5% dels habitatges hi vivien persones soles el 6,6% de les quals corresponia a persones de 65 anys o més que vivien soles. El nombre mitjà de persones vivint en cada habitatge era de 2,93 i el nombre mitjà de persones que vivien en cada família era de 3,50.
Per edats la població es repartia de la següent manera: un 33,1% tenia menys de 18 anys, un 9,4% entre 18 i 24, un 28,7% entre 25 i 44, un 21,6% de 45 a 60 i un 7,2% 65 anys o més.
L'edat mediana era de 31 anys. Per cada 100 dones hi havia 108,3 homes. Per cada 100 dones de 18 o més anys hi havia 115,0 homes.
La renda mediana per habitatge era de 43.516 $ i la renda mediana per família de 49.671 $. Els homes tenien una renda mediana de 36.696 $ mentre que les dones 22.292 $. La renda per capita de la població era de 16.140 $. Aproximadament el 7,7% de les famílies i el 8,0% de la població estaven per davall del llindar de pobresa.

## Poblacions més properes
El següent diagrama mostra les poblacions més properes.